# Marcus Joseph
Marcus Joseph (sinh ngày 29 tháng 4 năm 1991 ở Point Fortin, Trinidad và Tobago) là một cầu thủ bóng đá thi đấu cho Central F.C.. Anh có 15 lần khoác áo đội tuyển quốc gia Trinidad và Tobago, và thi đấu ở cả vị trí tiền vệ tấn công và tiền đạo.

## Sự nghiệp quốc tế
Marcus Joseph ra mắt tại Trinidad và Tobago ngày 3 tháng 3 năm 2013, trong trận hòa 0-0 trước Belize.

### Bàn thắng quốc tế
Tỉ số và kết quả liệt kê bàn thắng của Trinidad và Tobago trước.
| #  | Ngày                 | Địa điểm                                                   | Đối thủ    | Tỉ số | Kết quả | Giải đấu                         |
| -- | -------------------- | ---------------------------------------------------------- | ---------- | ----- | ------- | -------------------------------- |
| 1. | 19 tháng 3 năm 2016  | Sân vận động Điền kinh Kirani James, St. George's, Grenada | Grenada    | 2–2   | 2–2     | Giao hữu                         |
| 2. | 10 tháng 11 năm 2019 | Sân vận động Ato Boldon, Couva, Trinidad và Tobago         | Anguilla   | 2–0   | 15–0    | Giao hữu                         |
| 3. | 10 tháng 11 năm 2019 | Sân vận động Ato Boldon, Couva, Trinidad và Tobago         | Anguilla   | 6–0   | 15–0    | Giao hữu                         |
| 4. | 10 tháng 11 năm 2019 | Sân vận động Ato Boldon, Couva, Trinidad và Tobago         | Anguilla   | 7–0   | 15–0    | Giao hữu                         |
| 5. | 10 tháng 11 năm 2019 | Sân vận động Ato Boldon, Couva, Trinidad và Tobago         | Anguilla   | 8–0   | 15–0    | Giao hữu                         |
| 6. | 10 tháng 11 năm 2019 | Sân vận động Ato Boldon, Couva, Trinidad và Tobago         | Anguilla   | 11–0  | 15–0    | Giao hữu                         |
| 7. | 2 tháng 7 năm 2021   | Sân vận động DRV PNK, Fort Lauderdale, Hoa Kỳ              | Montserrat | 2–0   | 6–1     | Vòng loại Cúp Vàng CONCACAF 2021 |